# Problème du cadre
En informatique et philosophie, plus précisément en intelligence artificielle, le problème du cadre (frame problem en anglais) concerne la modélisation de l'effet des actions. Il s'agit d'énoncer la préservation du cadre : toutes les propriétés non modifiées par une action. Par exemple, si un robot pose une tasse sur une table, il faut non seulement spécifier que la tasse est désormais sur la table, mais aussi que la lumière reste allumée, que la table est toujours au même endroit, que le robot est toujours dans la même pièce etc.
Le problème du cadre a été initialement formulé en intelligence artificielle par John McCarthy et Patrick J. Hayes en 1969  dans leur article Some Philosophical Problems from the Standpoint of Artificial Intelligence.